# Andrena banksi
Andrena banksi là một loài Hymenoptera trong họ Andrenidae. Loài này được Malloch mô tả khoa học năm 1917.

## Hình ảnh

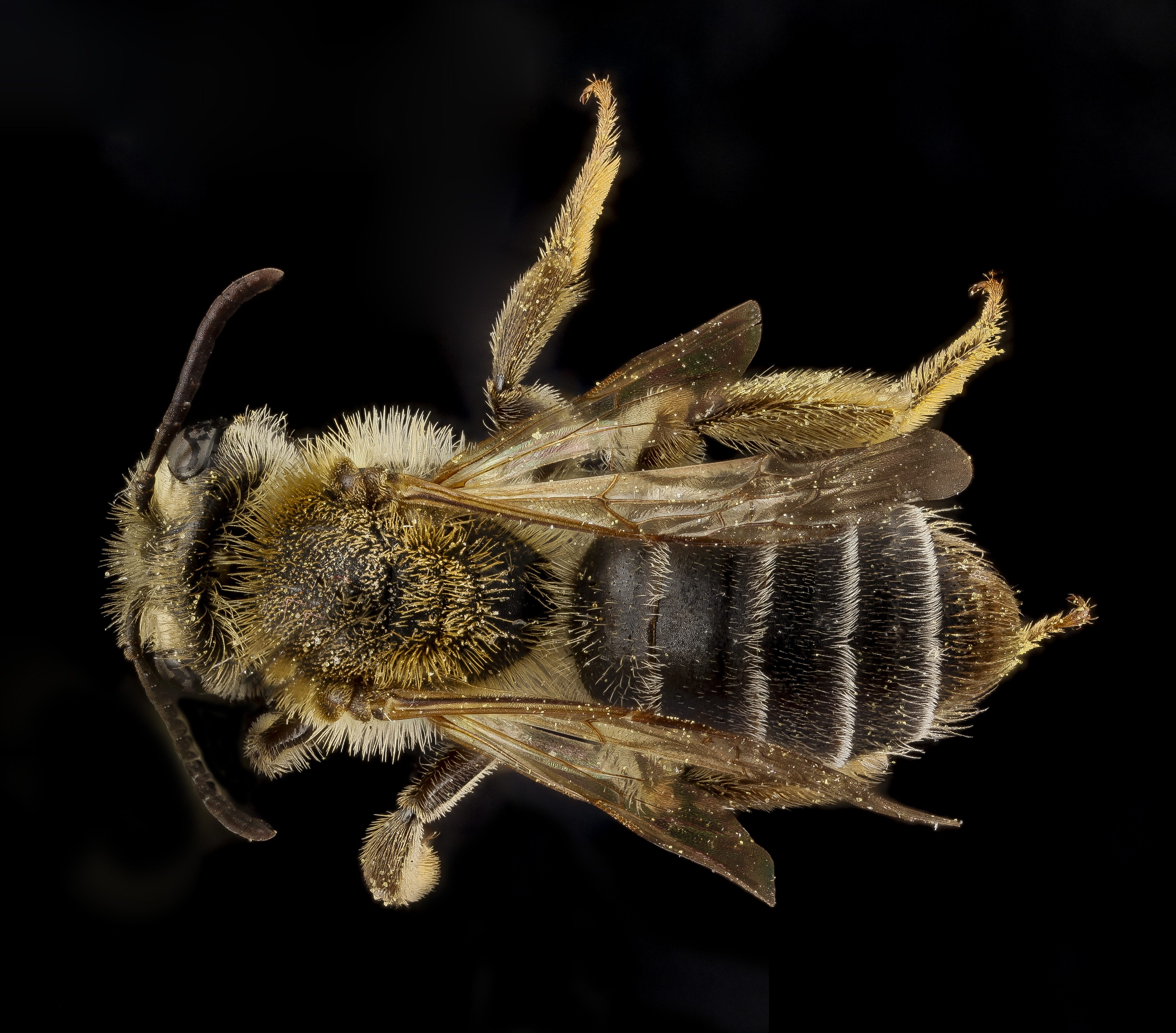
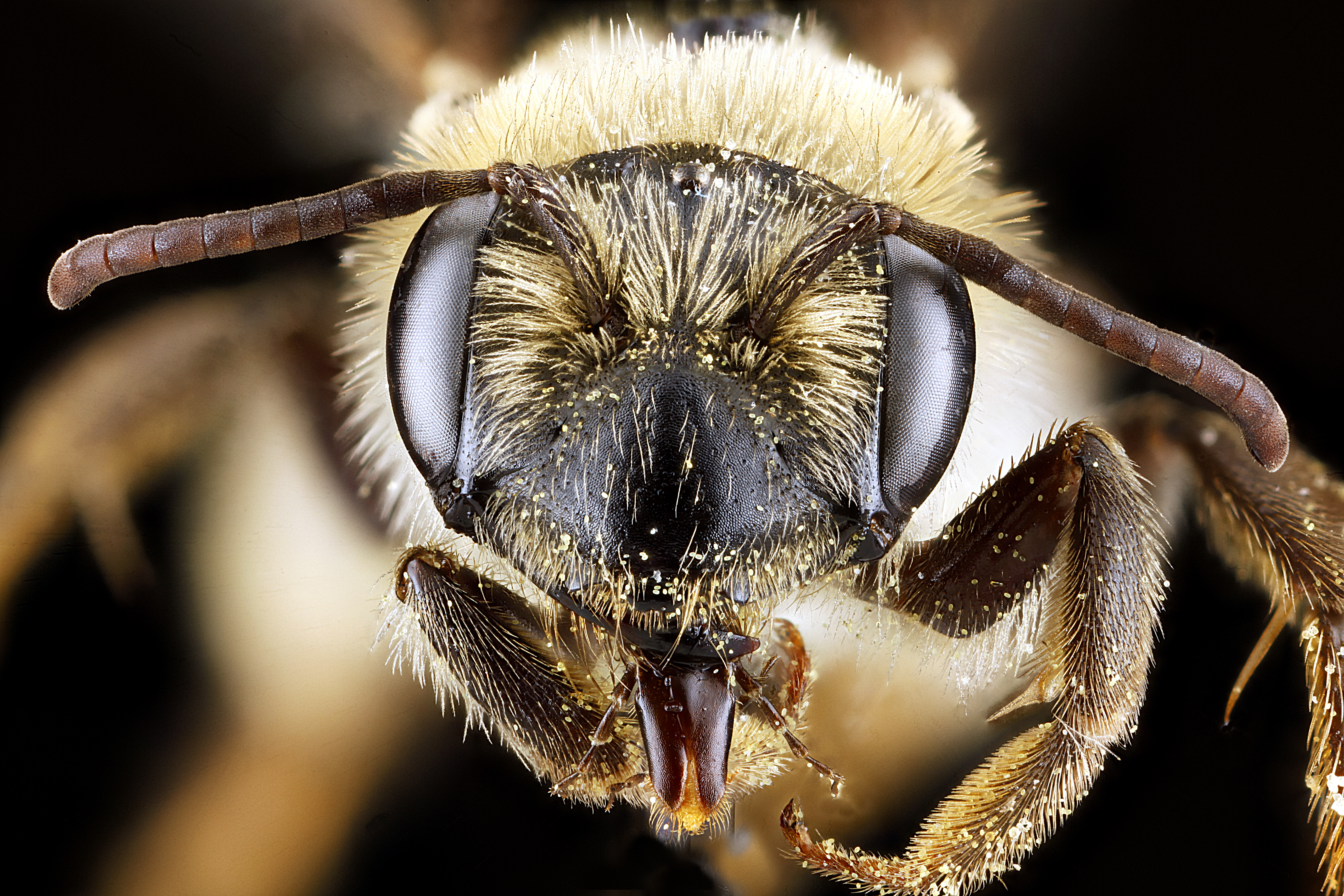
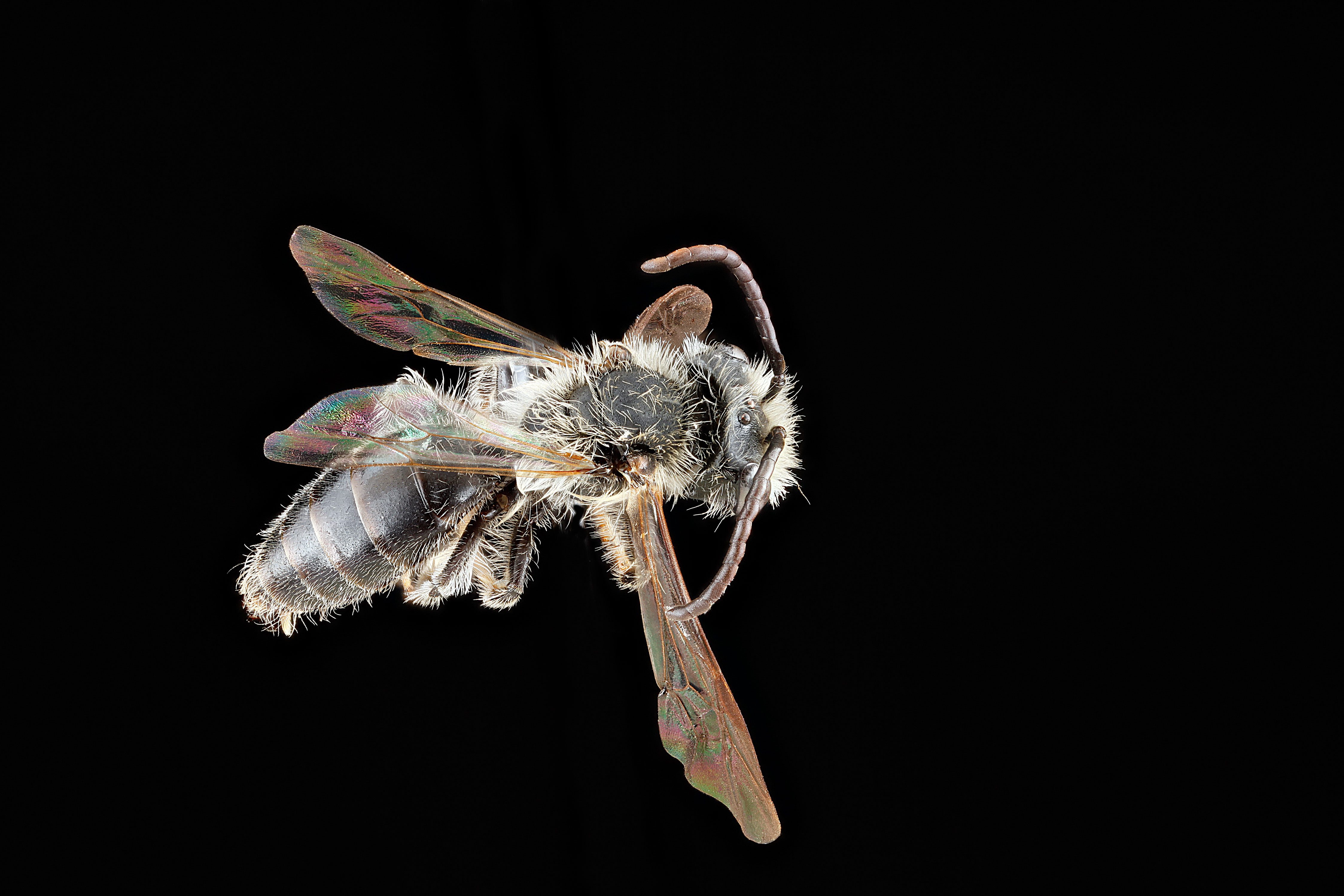
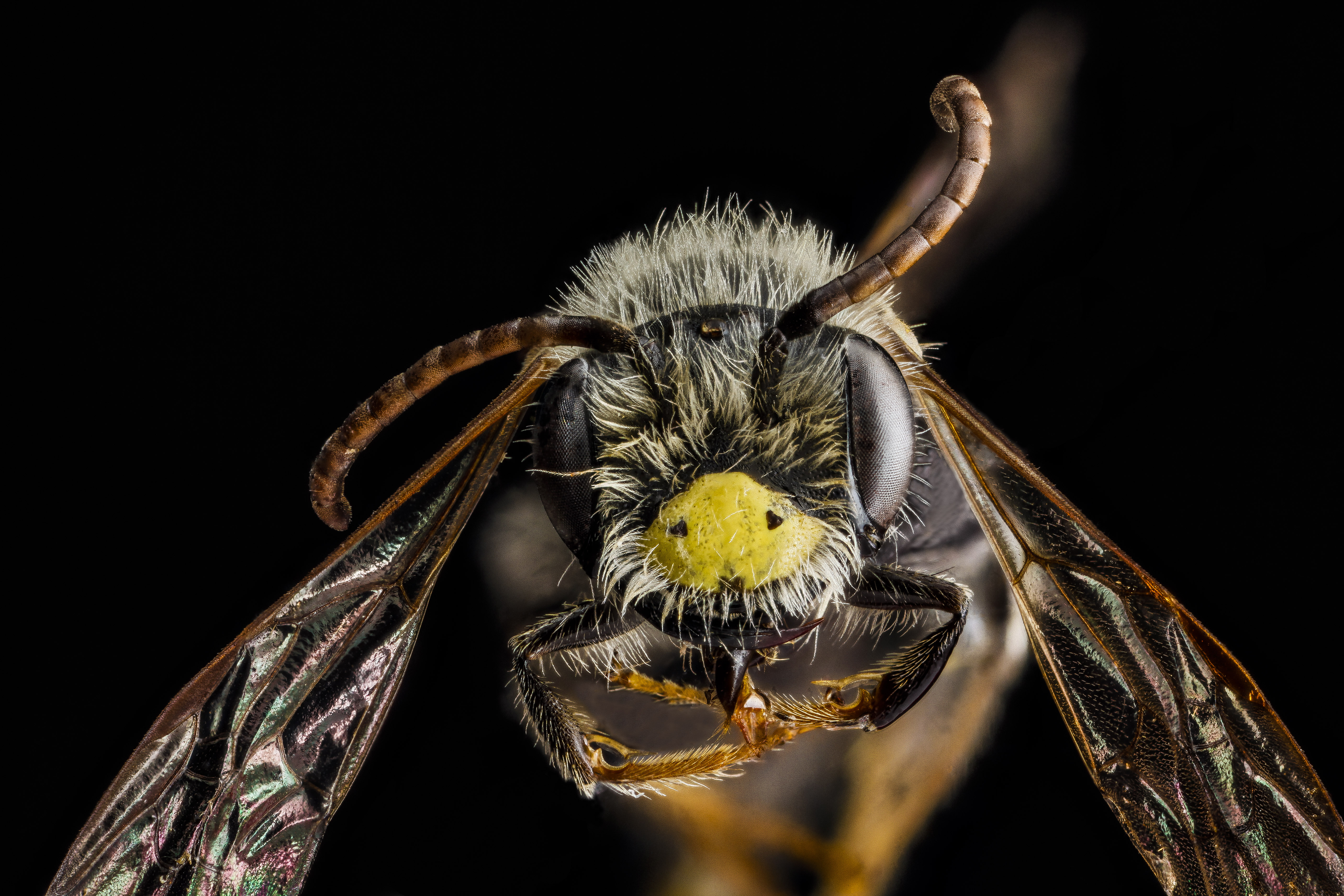